# 새뮤얼 타치
새뮤얼 타치(영어: Samuel Takyi, 2000년 12월 23일~)는 가나의 권투 선수로 2020년 하계 올림픽 남자 페더급에서 동메달을 획득했다.